# Leptogenys truncatirostris
Leptogenys truncatirostris es una especie de hormiga del género Leptogenys, subfamilia Ponerinae.

## Taxonomía
Esta especie fue descrita científicamente por Forel en 1897.